# Richard McCulloch
Richard McCulloch, född 1949, är en amerikansk författare, filosof och etnopluralist. Han är en i hemlandet bekant medlem av rörelsen för vit nationalism[källa behövs] och har skrivit ett flertal böcker som förespråkar rasåtskillnad (se etnopluralism).[källa behövs]